# Holmesville, Ohio
Holmesville är en ort i Holmes County i delstaten Ohio, USA.